# Teogenes Pelegrino
Teogenes Pelegrino  est un boxeur philippin né le 3 janvier 1949 à Bohol. Il a participé à l'épreuve masculine des poids plumes aux Jeux olympiques d'été de 1968. 

## Biographie
En 1967, Teogenes Pelegrino est vice-champion d'Asie à Colombo en poids plumes et se qualifie pour les Jeux olympiques l'année suivante à Mexico. Il remporte à cette occasion son premier combat contre l'Éthiopien Fantahun Seifu puis s'incline au deuxième tour face à l'Américain Al Robinson.